# Bethlehem (Sudafrica)
Bethlehem è un centro abitato del Sudafrica, situato nella provincia del Free State.